# Barbara Cramer-Nauhaus
Barbara Cramer-Nauhaus (* 22. September 1927 in Brandenburg an der Havel; † 21. März 2001 in Halle (Saale)) war eine deutsche Anglistin und Übersetzerin.

## Leben
Barbara Cramer-Nauhaus studierte Anglistik und Germanistik in Halle und Heidelberg und war seit 1951 als freiberufliche Übersetzerin tätig. Sie übersetzte Belletristik und Essays verschiedener englischer und amerikanischer Autoren des 18. bis 20. Jahrhunderts und übertrug Lyrik von Edgar Allan Poe, Ambrose Bierce und Lord Byron. Ihre Übersetzungen sind vor allem in der Dieterich’schen Verlagsbuchhandlung Leipzig und im Insel-Verlag erschienen.
Barbara Cramer-Nauhaus war mit dem Buchgestalter und Publizisten Wilhelm Nauhaus verheiratet. Barbara und Wilhelm Nauhaus sind die Eltern des Kirchenmusikers und Autors Kilian Nauhaus.

## Übersetzungen von Barbara Cramer-Nauhaus
(nach Ersterscheinungsjahr geordnet)
- Nathaniel Hawthorne: Der scharlachrote Buchstabe. Dieterich, Leipzig 1952. Weitere Ausgaben: Insel, Frankfurt/Main 1979; Weltbild, Augsburg 2004. Hörbuch: Radioropa 2006, gelesen von Anna Hertz
- Robert Louis Stevenson: Das rätselvolle Leben. Meistererzählungen. Dieterich, Leipzig 1953. Daraus: Der seltsame Fall des Dr. Jekyll und Mr. Hyde. Drei schaurige Geschichten. Aufbau, Berlin 2010
- Herman Melville: Weißjacke. Dieterich, Leipzig 1954. Weitere Ausgabe: Claassen, Hamburg 1963. Auszug daraus in: „Patagonien und Feuerland fürs Handgepäck“ (Anthologie). Union, Zürich 2011
- Mark Twain: Huckleberry Finns Abenteuer. Dieterich, Leipzig 1956. Weitere Ausgaben: Insel, Frankfurt/Main 1975; Weltbild, Augsburg 2004; Anaconda, Köln 2007
- Daniel Defoe: Robinson Crusoe. Dieterich, Leipzig 1956. Weitere Ausgabe: Aufbau, Berlin 1964
- Stephen Crane: Kleine Romane und Erzählungen. Dieterich, Leipzig 1959. Weitere Ausgabe (unter dem Titel „Maggie, das Straßenkind“): Martus, München 1997. Daraus als Hörbuch: Das blaue Hotel, Erzählung. Radioropa 2008, gelesen von Manfred Callsen
- Herman Melville: Redburn. Dieterich, Leipzig 1965
- Henry James: Daisy Miller. Erzählungen I (mehrere Übersetzer). Dieterich, Leipzig 1967. Daraus als Hörbuch: Daisy Miller. Erzählung. Gelesen von Gert Westphal (Doppel-CD). Norddeutscher Rundfunk 1994
- Henry James: Das Raubtier im Dschungel. Erzählungen II (mehrere Übersetzer). Dieterich, Leipzig 1968
- William Prescott: Die Eroberung Mexikos. Dieterich, Leipzig 1972. Weitere Ausgabe: Beck, München 1974
- William Prescott: Die Eroberung Perus. Dieterich, Leipzig 1975. Weitere Ausgabe: Beck, München 1986
- Joseph Conrad: Taifun. Dieterich, Leipzig 1975. Auch enthalten in: Joseph Conrad: Erzählungen. Maritim, Hamburg 2007
- Washington Irving: Little Britain und andere Skizzen. Insel, Leipzig 1983
- Virginia Woolf: Die schmale Brücke der Kunst. Ausgewählte Essays (mehrere Übersetzer). Insel, Leipzig 1986
- Edgar Allan Poe: Ausgewählte Werke in drei Bänden (mehrere Übersetzer; enthält Prosaübersetzungen und Lyrikübertragungen von Barbara Cramer-Nauhaus). Insel, Leipzig 1989. Mehrere von Barbara Cramer-Nauhaus übersetzte Erzählungen aus dieser Ausgabe sind enthalten in: Edgar Allan Poe: Sämtliche Erzählungen in vier Bänden (mehrere Übersetzer). Insel, Frankfurt/Main 2008
- Ambrose Bierce: Ausgewählte Werke (enthält Lyrikübertragungen von Barbara Cramer-Nauhaus und Prosaübersetzungen anderer Übersetzer). Dieterich, Leipzig 1993
- Lord Byron: Lyrik. Unveröffentlichtes Manuskript